# Mykola Bychok
Mykola Petrovych Bychok, C.Ss.R. (en ucraniano: Микола Петрович Бичок; Ternópil, 13 de febrero de 1980) es un clérigo greco-católico ucraniano. Desde 2020 se desempeña como eparca de los Santos Pedro y Pablo de Melbourne. El 7 de diciembre de 2024, el papa Francisco lo nombró cardenal, convirtiéndose en el miembro más joven del Colegio Cardenalicio.

## Biografía
Bychok se unió a la Congregación del Santísimo Redentor, popularmente conocida como los Redentoristas, en julio de 1997. Su formación religiosa tuvo lugar en Ucrania y Polonia, donde obtuvo una licenciatura en teología pastoral. El 17 de agosto de 2003, Bychok hizo sus votos religiosos y el 3 de mayo de 2005 fue ordenado sacerdote en la Archieparquía de Leópolis.
Después de su ordenación, Bychok pasó un tiempo como misionero en la Iglesia de la Madre del Perpetuo Socorro en Prokopyevsk, Rusia. Más tarde se desempeñó como superior del Monasterio de los Redentoristas de San José y párroco de la Parroquia Madre del Perpetuo Socorro en Ivano-Frankivsk, Ucrania. De 2015 a 2020, Bychok se desempeñó como vicario de la parroquia católica ucraniana de San Juan Bautista en Newark, Nueva Jersey, perteneciente a la Archieparquía de Filadelfia.

### Eparca
El 15 de enero de 2020, fue designado por el Papa Francisco como Eparca de los Santos Pedro y Pablo de Melbourne, sucediendo a Peter Stasiuk.
El 7 de junio de 2020, festividad de Pentecostés en el calendario juliano utilizado por la Iglesia greco-católica ucraniana en ese momento, fue consagrado obispo por Sviatoslav Shevchuk y otros jerarcas de la Iglesia greco-católica ucraniana en la Catedral de San Jorge, en Leópolis.

### Cardenalato
El 6 de octubre de 2024, durante el Ángelus del papa Francisco, se hizo público que sería creado cardenal. Fue creado cardenal por el papa Francisco durante el consistorio del 7 de diciembre del mismo año, con el titulus de cardenal presbítero de Santa Sofía en Vía Boccea; convirtiéndose en el miembro más joven del Colegio Cardenalicio.
El 21 de abril de 2025, tras la muerte del papa Francisco, pierde sus cargos en los dicasterios de los que es miembro, de acuerdo con la constitución apostólica Pastor Bonus. Participó como cardenal elector en el Cónclave de 2025, en el que resultó electo como nuevo papa León XIV.

## Honores y reconocimientos
- Soberana Orden Militar de Malta: Bailío Caballero Gran Cruz de Honor y Devoción de la Orden de San Juan.[11]